# Delphinium occidentale
Delphinium occidentale là một loài thực vật có hoa trong họ Mao lương. Loài này được (S.Watson) S.Watson ex Coult. mô tả khoa học đầu tiên năm 1885.